# Anastácio (kommun)
Anastácio är en kommun i Brasilien.   Den ligger i delstaten Mato Grosso do Sul, i den södra delen av landet, 1 000 km sydväst om huvudstaden Brasília. Antalet invånare är 23 846.
Följande samhällen finns i Anastácio:
- Anastácio

Omgivningarna runt Anastácio är huvudsakligen savann. Runt Anastácio är det mycket glesbefolkat, med 7 invånare per kvadratkilometer.